# Abborrtjärnen (Västra Skedvi socken, Västmanland)
Abborrtjärnen är en sjö i Köpings kommun i Västmanland och ingår i Norrströms huvudavrinningsområde. Sjöns area är 0,035 kvadratkilometer och den är belägen 97 meter över havet.